# 八陡镇
八陡镇，是中华人民共和国山東省淄博市博山区下辖的一个乡镇级行政单位。

## 行政区划
八陡镇下辖以下地区：
苏家沟社区、东顶社区、北河口社区、青石关社区、新生社区、杏花崖社区、虎头崖社区、增福社区、金桥社区、和平社区、向阳社区、北峰峪社区、阁子前社区、福西社区、大黑山后社区、小黑山后社区、茂岭社区、福北社区、向阳新村社区、福陶社区、山机社区、苏家沟村、东顶村、青石关村、北河口村、杏花崖村、阁子前村、虎头崖村、新生村、金桥村、增福村、和平村、向阳村、北峰峪村、福山村、茂岭村、大黑山后村和小黑山后村。

## 人口
2010年中国第六次人口普查时，八陡镇共有人口36357人。共有家庭14035户，平均每户2.53人。14岁以下的少年儿童共4069人，占总人口11.19%；15-64岁人口共26242人，占总人口72.17%；65岁及以上的老年人共6046人，占总人口的16.62%。男性共计18142人，占总人口49.89%；女性共计18215，占总人口50.10%。本地居住的人口中，拥有本地户籍的人口为32886人，占90.45%。